# Viga Gerber
Viga Gerber (em alemão:  Gerberträger ou Gelenkträger) é designada em estática das construções uma viga sobre diversos suportes, composta com rótulas de forma tal que seus trechos são estaticamente determinados, possibilitando assim a determinação das equações de força cortante e momento fletor apenas pelos princípios da estática. Pontes Gerber pertencem à classe de pontes em balanço.

## História

Ponte sobre o rio Meno em Haßfurt, com as rótulas marcadas em vermelho

A viga é denominada em memória do engenheiro alemão Heinrich Gerber (1832–1912), que a patenteou em 1866. Este tipo de construção foi executado a primeira vez em 1867 em uma ponte sobre o rio Regnitz em Bamberg e em uma ponte sobre o rio Meno em Haßfurt com três vãos de 23,9 + 37,9 + 23,9 metros. A High Bridge (1876) sobre o rio Kentucky nos Estados Unidos é considerada a primeira ponte de grande vão construída com esta técnica.